# Dimitrios Kulurianos
Dimitrios (Dimitris) Kulurianos, gr. Δημήτρης Κουλουριάνος (ur. 4 grudnia 1930 w Koroni, zm. 3 marca 2019) – grecki ekonomista, minister finansów, poseł do Parlamentu Europejskiego.

## Życiorys
Ukończył studia ekonomiczne. Kształcił się następnie na University of California, Berkeley, gdzie uzyskał magisterium (1964) i stopień doktora (1967). Pracował od 1957 do 1967 w greckim banku centralnym, następnie do 1981 w Banku Światowym w Waszyngtonie.
W 1981 uzyskał mandat eurodeputowanego I kadencji z listy Panhelleńskiego Ruchu Socjalistycznego, zrezygnował z niego po kilku dniach, obejmując stanowisko prezesa banku ETBA (greckiego banku rozwoju przemysłu). W 1982 został powołany na urząd ministra finansów, który sprawował przez ponad rok. W latach 1986–1990 pełnił funkcję ambasadora Grecji przy OECD, a w latach 1991–1993 był zastępcą prezesa Europejskiego Banku Odbudowy i Rozwoju.
Powrócił później do Grecji, zajął się rolnictwem. W 1999 został radnym prefektury Mesenia. W tym samym roku z ramienia Demokratycznego Ruchu Społecznego ponownie wszedł do Europarlamentu. Przystąpił do grupy Zjednoczonej Lewicy Europejskiej i Nordyckiej Zielonej Lewicy, pracował m.in. w Komisji Rolnictwa i Rozwoju Obszarów Wiejskich. W PE zasiadał do 2004.